# 立石友男
立石 友男（たていし ともお、1933年6月4日 - 2017年7月11日）は、日本の地理学者。日本大学名誉教授。

## 経歴
1933年、長野県に生まれた。1952年に長野県諏訪清陵高等学校を卒業し、日本大学文学部人文地理学科に入学。1956年に同大学を卒業し、翌1957年に同大学大学院に進んだ。
1959年に日本大学文理学部副手に採用。1960年に助手、1970年に専任講師、1973年に助教授、1981年に教授へと昇任した。1982年、学位論文『庄内砂丘における海岸砂丘林に関する研究』を日本大学に提出して理学博士号を取得した。学界では、1999年から2002年まで歴史地理学会会長を務めた。2003年に日本大学を定年退職し、名誉教授となった。

## 研究内容・業績
専門は人文地理学で、主に林地に関する歴史地理学研究に取り組んだ。

## 著作
単著
- 『スカンディナビア：白夜・極夜の国ぐに』古今書院 1987
- 『海岸砂丘の変貌』大明堂 1989

編著
- 『日本の農業地域』大明堂 1983
  - 増補版『日本の農業地域　増補版』大明堂 1990